# Željko Pahek
Željko Pahek   (Županja, 1954) és un dibuixant i guionista de còmics iugoslau  d'estil realista i caricaturista, conegut sobretot per haver il·lustrat les sèries "La Légion des imperméables" ("The Legion Of The Waterproof"), "Moby Dick" i "Error data".

## Biografia
Zeljko, va néixer el 1954 a Županja, el 1978 va anar a viure a Belgrad  on va començar la seva carrera en el mon del còmic en col·laboracions a la revista Student, també va treballar per diaris i revistes iugoslaves com; Politikin Zabavnik, Nasem Strip, Stripoteka, Spunk i Profil, entre d'altres. Ha fet il·lustracions per Politikin Zabavnik i  guions per Dragan Bosnic i Dragan Savic.
El seu treball ben aviat es va fer conegut i va publicar arreu d'Europa i a la revista nord-americana Heavy Metal. A fet una serie pròpia de ciència-ficció, a treballat com a colorista per Hermann, a la serie Jeremiah, i en l'antologia Durchbruch, una col·lecció de còmics sobre la caiguda del mur de Berlín.

## Obres
Sèries principals i àlbums
- Astro-iđani, Iugoslàvia /Sèrbia/, 1981-1983. (àlbums en serbi 1986, 2007. i 2009.)
- Legija nepromočivih, Iugoslàvia /Sèrbia/, 1985 (àlbums en serbi 1997. i 2010. En franc: "La Légion des Imperméables";[6] en anglès "The Legion Of The Waterproof")
- Once upon a time in the future, EUA, 1991.
- Depilacija mozga (caricatures), Iugoslàvia /Sèrbia/, 1997.
- Badi kukavica i druge priče, Iugoslàvia /Sèrbia/, 2001.
- Moby Dick 1-2, guionista Jean-Pierre Pécau, França, 2005.
- Avili! Avili!, Sèrbia, 2012.
- 1300 kadrova, Bòsnia i Hercegovina, 2014.
- Error Data (Chronicles by a Burnt Out Robot), Anglaterra, 2016.

Antologies
- Durch Bruch, Alemanya, 1990. (alias: Breakthrough, Après le mur, Falomlás, Der var engang en mur, Murros: Rautaesirippu repeää...)[4]
- 15 Years of Heavy Metal: The World's Foremost Illustrated Fantasy Magazine, EUA, 1992.[4]
- Signed by War — Getekend door de oorlog („Potpisano ratom”), Països Baixos, 1994.
- 20 Years of Heavy Metal, EUA, 1997.
- Heavy Metal Magazine: 35th anniversary issue", EUA, 2012.
- Balkan Comics Connections: Comics from the ex-YU Countries, Regne Unit, 2013.[7]
- Odbrana utopije, Sèrbia, 2014.
- Sarajevski atentat, Bòsnia i Hercegovina, 2016.

Colorista
- „Jeremiah” (guió i dibuix de Hermann Huppen)[6][7]
- „Les Tours de Bois-Maury” (de Hermann)[6]